# 임창석

## 클럽 경력
임창석은 양주시민축구단(2022), 강릉시민축구단(2023) 등 K3리그 팀에서 활약했으며, 2024년 화성 FC에 입단하였다. 팀의 K리그2 승격 이후에도 잔류하여 2025시즌부터 본격적으로 프로 무대에서 활약 중이다.

## 프로 통계
- K리그2 2025 (7월 기준): 10경기 출전, 1골
- K3리그 통산 (2022~2024): 약 12경기 출전

## 주요 성과
- 2025년 6월 7일, 경남 FC전에서 K리그2 데뷔 골 기록  
- 2025시즌 하나은행 K리그2 15라운드 베스트11에 선정  
- 월간 MVP 후보 선정 및 팬 투표 최종 후보 포함

## 특징
안정적인 패스 배급과 적극적인 활동량을 겸비한 중앙 미드필더.  
경기 조율 능력과 함께 득점력도 갖춘 전천후 중원 자원으로, 팀의 핵심 미드필더로 부상하고 있다.